# Charadriinae
Los caradrinos (Charadriinae) son una subfamilia de aves Charadriiformes de la familia  Charadriidae conocidos vulgarmente como chorlitos. Son un grupo extensamente distribuido que incluye aproximadamente cuarenta especies. Está estrechamente relacionada con la subfamilia Vanellinae, que incluye las avefrías.
Se encuentran chorlitos en todo el mundo y se caracterizan por los dedos relativamente cortos. Muchas especies de Charadrius se caracterizan por sus bandas o collares.
Se alimentan principalmente de insectos, gusanos u otros invertebrados, mientras recorren el hábitat con una técnica propia, la de corretear y hacer pausas en lugar del sondear continuo de otros grupos de aves zancudas. Cazan gracias a su vista, en lugar de por la percepción de sus picos como hacen otras aves zancudas.

## Lista de especies
Género Charadrius
- Charadrius obscurus
- Charadrius hiaticula
- Charadrius semipalmatus
- Charadrius placidus
- Charadrius dubius
- Charadrius wilsonia
- Charadrius vociferus
- Charadrius melodus
- Charadrius thoracicus
- Charadrius pecuarius
- Charadrius sanctaehelenae
- Charadrius tricollaris
- Charadrius forbesi
- Charadrius alexandrinus
- Charadrius nivosus
- Charadrius javanicus
- Charadrius marginatus
- Charadrius ruficapillus
- Charadrius peronii
- Charadrius pallidus
- Charadrius collaris
- Charadrius alticola
- Charadrius bicinctus
- Charadrius falklandicus
- Charadrius mongolus
- Charadrius leschenaultii
- Charadrius asiaticus
- Charadrius veredus
- Charadrius morinellus
- Charadrius modestus
- Charadrius montanus

Género Thinornis
- Thinornis novaeseelandiae
- Thinornis rubricollis

Género Elseyornis
- Elseyornis melanops

Género Pletothyas
- Peltohyas australis

Género Anarhynchus
- Anarhynchus frontalis

Género Phegornis
- Phegornis mitchellii

Género Oreopholus
- Oreopholus ruficollis

Género Pluvialis
- Pluvialis apricaria
- Pluvialis fulva
- Pluvialis dominica
- Pluvialis squatarola

Pluvialis es a veces separado en una subfamilia propia, Pluvialinae.